# Беллс (Техас)
Беллс (англ. Bells) — місто (англ. city) в США, в окрузі Грейсон штату Техас. Населення — 1521 особа (2020).

## Географія
Беллс розташований за координатами 33°37′0″ пн. ш. 96°24′46″ зх. д. / 33.61667° пн. ш. 96.41278° зх. д. (33.616568, -96.412768).  За даними Бюро перепису населення США в 2010 році місто мало площу 5,72 км², уся площа — суходіл.

## Демографія
Згідно з переписом 2010 року, у місті мешкали 1392 особи в 522 домогосподарствах у складі 385 родин. Густота населення становила 243 особи/км².  Було 588 помешкань (103/км²).
Расовий склад населення:
| - 93,3 % — білих - 2,4 % — корінних американців - 0,9 % — чорних або афроамериканців - 0,1 % — азіатів |

До двох чи більше рас належало 2,8 %. Частка іспаномовних становила 3,0 % від усіх жителів.
За віковим діапазоном населення розподілялося таким чином: 30,0 % — особи молодші 18 років, 57,6 % — особи у віці 18—64 років, 12,4 % — особи у віці 65 років та старші. Медіана віку мешканця становила 34,8 року. На 100 осіб жіночої статі у місті припадало 96,9 чоловіків;  на 100 жінок у віці від 18 років та старших — 97,4 чоловіків також старших 18 років.
Середній дохід на одне домашнє господарство  становив 64 935 доларів США (медіана — 55 260), а середній дохід на одну сім'ю — 73 015 доларів (медіана — 58 333). Медіана доходів становила 40 769 доларів для чоловіків та 40 536 доларів для жінок. За межею бідності перебувало 13,9 % осіб, у тому числі 19,5 % дітей у віці до 18 років та 9,6 % осіб у віці 65 років та старших.
Цивільне працевлаштоване населення становило 660 осіб. Основні галузі зайнятості: освіта, охорона здоров'я та соціальна допомога — 24,1 %, будівництво — 15,5 %, роздрібна торгівля — 10,6 %, публічна адміністрація — 9,7 %.